# Ángel Lemus
Ángel Lemus Silva (Ciudad de México,3 de septiembre de 1971) Es un futbolista mexicano que jugaba de delantero y se retiró en el 2004 del fútbol profesional activo. Posteriormente fue entrenador en una escuela filial del Pachuca  México.

## Trayectoria
Debutó con el Necaxa en la temporada 90-91 donde no anotó ningún gol, fue considerado una promesa aunque nunca fue titular indiscutible. Permaneció con los rayos hasta 1993 ya que es transferido al  Querétaro Fútbol Club En Primera "A" pasando por diversos clubes entre ellos el San Luis donde fue campeón de goleo en el Verano 99 con 16 goles hasta el 2000 fue traspasado al Club Zacatepec.

## Estadísticas

### Clubes
| I.D. Necaxa · México                 |               |               |     |     |    |   |   |     |     |      |      |
| 1ª                                   | 1990-91       | 4             | 2   | 4   | 0  | - | - | 8   | 2   | 0.25 |      |
| 1ª                                   | 1991-92       | 2             | 0   | 4   | 1  | - | - | 6   | 1   | 0.17 |      |
| 1ª                                   | 1992-93       | 3             | 0   | -   | -  | - | - | 3   | 0   | 0    |      |
| Total club                           | Total club    | 9             | 2   | 8   | 1  | - | - | 17  | 3   | 0.18 |      |
| Querétaro F.C. · México              |               |               |     |     |    |   |   |     |     |      |      |
| 1ª                                   | 1993-94       | 16            | 4   | -   | -  | - | - | 16  | 4   | 0.25 |      |
| Total club                           | Total club    | 16            | 4   | -   | -  | - | - | 16  | 4   | 0.25 |      |
| Irapuato F.C. · México               |               |               |     |     |    |   |   |     |     |      |      |
| 2ª                                   | 1994-95       | 25            | 10  | 3   | 0  | - | - | 28  | 10  | 0.36 |      |
| 2ª                                   | 1995-96       | 27            | 11  | 3   | 0  | - | - | 30  | 11  | 0.37 |      |
| 2ª                                   | 1996-97       | 37            | 22  | 8   | 3  | - | - | 45  | 25  | 0.56 |      |
| Total club                           | Total club    | 89            | 43  | 14  | 3  | - | - | 103 | 46  | 0.45 |      |
| Real San Luis · México               |               |               |     |     |    |   |   |     |     |      |      |
| 2ª                                   | 1997-98       | 36            | 21  | -   | -  | - | - | 36  | 21  | 0.58 |      |
| 2ª                                   | 1998-99       | 37            | 25  | -   | -  | - | - | 37  | 25  | 0.68 |      |
| 2ª                                   | 1999-00       | 30            | 12  | -   | -  | - | - | 30  | 12  | 0.4  |      |
| 2ª                                   | 2000-01       | 25            | 7   | -   | -  | - | - | 25  | 7   | 0.28 |      |
| Total club                           | Total club    | 128           | 65  | -   | -  | - | - | 128 | 65  | 0.51 |      |
| C. Zacatepec · México                |               |               |     |     |    |   |   |     |     |      |      |
| 2ª                                   | 2001-02       | 7             | 1   | -   | -  | - | - | 7   | 1   | 0.14 |      |
| Total club                           | Total club    | 7             | 1   | -   | -  | - | - | 7   | 1   | 0.14 |      |
| Chapulineros de Oaxaca · México      |               |               |     |     |    |   |   |     |     |      |      |
| 2ª                                   | 2003          | 18            | 4   | -   | -  | - | - | 18  | 4   | 0.22 |      |
| Total club                           | Total club    | 18            | 4   | -   | -  | - | - | 18  | 4   | 0.22 |      |
| Altamira F.C. · México               |               |               |     |     |    |   |   |     |     |      |      |
| 2ª                                   | 2003          | 5             | 1   | -   | -  | - | - | 5   | 1   | 0.2  |      |
| Total club                           | Total club    | 5             | 1   | -   | -  | - | - | 5   | 1   | 0.2  |      |
| Total carrera                        | Total carrera | Total carrera | 272 | 120 | 22 | 4 | - | -   | 294 | 124  | 0.42 |
| (1)Incluye datos de la Copa México). |               |               |     |     |    |   |   |     |     |      |      |

## Selección nacional

### Categorías menores
Sub-23
Fue parte de la selección mexicana durante los Juegos Olímpicos de 1992 en Barcelona, España. 
| Torneo                   | Sede   | Resultado    |
| ------------------------ | ------ | ------------ |
| Juegos Olímpicos de 1992 | España | Primera fase |

## Palmarés

### Distinciones individuales
| Distinción                          | Año  |
| ----------------------------------- | ---- |
| Goleador de la Primera División 'A' | 1997 |
| Goleador de la Primera División 'A' | 1999 |